# Jidvei, Alba
Jidvei (în dialectul săsesc Sejdn, în germană Seiden, Sögden, în maghiară Zsidve) este satul de reședință al comunei cu același nume din județul Alba, Transilvania, România.

## Numele
Numele localității de-a lungul timpului: 1309– Sido, 1319– Sythwe, 1323– Sydo, 1324– Sytue, 1343– Sitve, Zytuia, Zytue, 1364– Sytwe, 1413– Sythwe, 1424– Sythwa, 1438– Sithwe, 1441– Sythew, 1450– Situe, 1589– Sittwe, 1773– Zsidvei, 1760-1762– Zsidve, 1850– Sidvei, 1854– Jidvei.

## Așezare
Localitatea Jidvei este situată în Podișul Târnavelor, pe râul Târnava Mică.

## Istoric
Săpăturile arheologice au scos la iveală, chiar în centrul comunei, o vatră de foc din neolitic și un mormânt de incinerare din acea perioadă. Pe teritoriul comunei s-au descoperit urme ale existenței vieții omenești din Epoca Bronzului târziu.
Localitatea Jidvei a fost fondată de coloniști germani, ulterior cunoscuți drept sași ardeleni. Jidveiul săsesc este atestat documentar pentru prima dată în anul 1309 cu numele de Sido.
Localitatea a fost racordată la rețeaua feroviară în anul 1896, odată cu darea în folosință a Căii ferate Blaj–Praid.
Localitatea Jidvei a făcut parte din Plasa Diciosânmartin în cadrul județului Târnava Mică.

## Demografie
La recensământul din 1930 au fost înregistrați 1.437 locuitori, dintre care 1.002 germani, 240 români, 129 țigani, 61 maghiari, 4 evrei, 1 slovac. Sub aspect confesional populația era alcătuită din 998 evanghelici (luterani), 357 greco-catolici, 40 reformați (calvini), 18 romano-catolici, 14 ortodocși, 6 unitarieni și 4 mozaici.

## Date economice
Renumită podgorie (centru de vinificație). Jidvei detine cel mai modern complex de vinificatie din Ardeal. Prima unitate agricola de mari proportii cu profil viticol a fost infiintat in anul 1949 si s-a dezvoltat continuu, ajungand in prezent sa dispuna de o suprafata cultivata de aproape 2400 de ha. Privatizarea din 1999 a sectorului viticol, pomicol si a cramei a oferit o noua dimensiune dezvoltarii podgoriei Jidvei. Imensul potential este valorificat in prezent asa cum merita, exporturile cresc in fiecare luna, iar consumul intern se inscrie pe o linie ascendenta. Din intreaga suprafata cultivata se reinnoiesc anual aproximativ 50 de ha. Varsta media a plantatiilor este de 10 ani, odata cu replantarile facandu-se si inlocuirea sortimentelor de mare productivitate cu cele calitative.
Viile sunt plantate pe dealuri cu expunere est-vest, la altitudine de 400-500 de metri. Solul brun, de padure, se bucura de o clima blanda, favorabila vitei de vie. In acest “sanctuar al vinurilor albe” se cultiva suprafete intinse de soiuri respectabile, a căror valoare este recunoscuta in Romania si in strainatate: Feteasca Regala (450 ha), Riesling (280 ha), Sauvignon Blanc(200 ha), Muscat Ottonel (150 ha), Feteasca Alba (140 ha), Traminer (50 ha) si Chardonnay (30 ha). Pe langa acestea, Pinot Gris-ul, Oporto-ul, Sylvaner-ul si Ezerfrut-ul isi impart restul de 100 ha ce le revin.

## Monumente istorice
- Biserica Evanghelică-Lutherană din sec. XV In  prima ei forma biserica a fost construita in sec. al XV -lea, modificata in 1795. Din constructia originala a bisericii mai exista numai strana in forma neschimbata. In aceasta strana se afla un triplicon din anul 1508, care la inceputul sec al XIX –lea a fost predat comunitatii din Tătârlaua. Clopotnita situata la 10 m spre nord de cladirea bisericii a fost construita in anul 1508. In anul 1858 s-a constatat ca in Jidvei exista un clopot mare cu urmatoarea inscriptie: „Deo Soli Gloria. Sigismund Studenmachir 1559”. Ulterior acest clopot a fost turnat din nou. Actualele clopote sunt:
  -     - Clopotul care anunța incendiile, cu inscripția „Gloria in Excelsis Deo in Terra Pax Omnibus Anno 1681”.
    - Clopotul pentru Tatal nostru, cu inscriptia „B.C.A.V.H.M.D.C.XVII”
    - Clopotul mare, cu inscripția „Gott zur Ehre und Seinem Volke zum Führen”, Verehrot Von Samuel Schoppner, Seiden Zu Ostern 1922″.
    - Clopotul mijlociu, cu inscripția „Läute zu Gott und das Deutsche Herz vereinige durch dein Erz. Nach Krieg und Not und Leid. Seiden [Codlea] Im Jahre 1922, Schieb Hermannstadt”
- Actuala biserică ortodoxă a fost construită între anii 1996-2002 sub îndrumarea preotului paroh Dorin Lazăr, pe locul vechii biserici greco-catolice construite în anul 1924. În anul 1813 a fost ridicată prima biserică greco-catolică din Jidvei, din lemn, cu hramul sfântului Nicolae. Biserica a fost demolată în anul 1924 și s-a clădit alta din cărămidă pe aceeași locație. Construcția a durat un an, fiind gata în 1925, păstrându-se hramul Sfântului Nicolae. Construcția din anul 1925 a fost demolată în anul 1996. Noua biserică a fost ridicată în plan triconic, specific bisericilor ortodoxe din Muntenia. Lăcașul este construit pe o fundație de beton cu pereți de cărămidă, bolți și arce de lemn. În anul 2007 biserica a fost pictată în tehnică tempera grasă. Culorile predominante sunt albastru, carămiziu și maro. Din vechea biserică s-a păstrat doar iconostasul din lemn de brad sculptat cu borduri ornamentale în formă de viță de vie, struguri și porumbei. Stâlpișorii din jurul ușilor împărătești și diaconești sunt sculptați în formă de împletitură, în vârf cu capiteluri cu ornamente vegetale. Pictura iconostasului este în ulei pe lemn în stil oriental.
- Actuala biserică greco-catolică, cu hramul Sfintei Treimi, a fost construită între anii 1996-2000, după ce Parohia Ortodoxă a demolat vechea biserică greco-catolică și a construit pe locul ei un lăcaș de cult care să nu mai amintească de tradiția unită. Prima slujbă în noua biserică greco-catolică a fost oficiată în anul 1997, de Florii. În anul 2015 parohia era constituită din 302 credincioși.

## Galerie de imagini

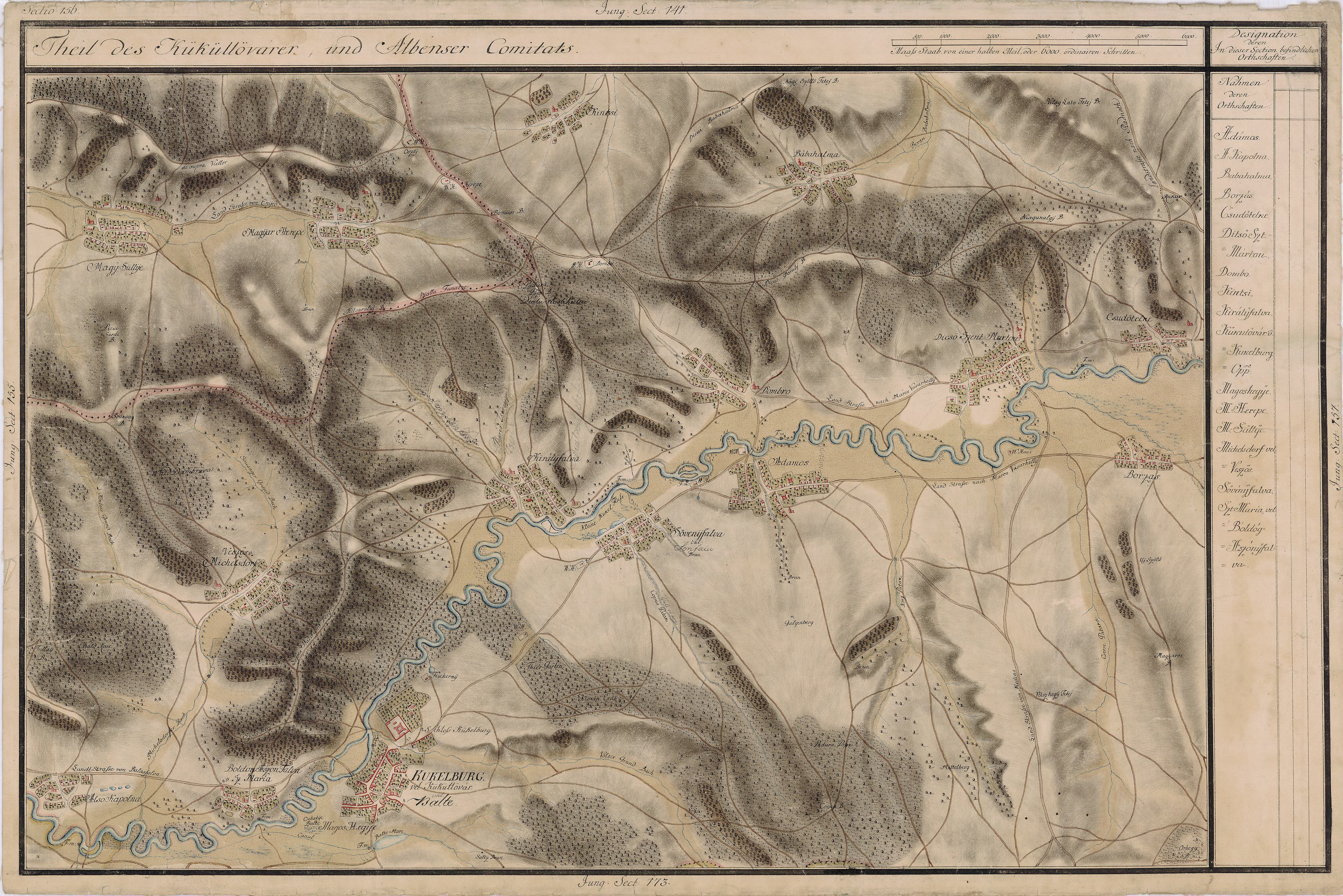
Jidvei pe Harta Iosefină a Transilvaniei, 1769-73
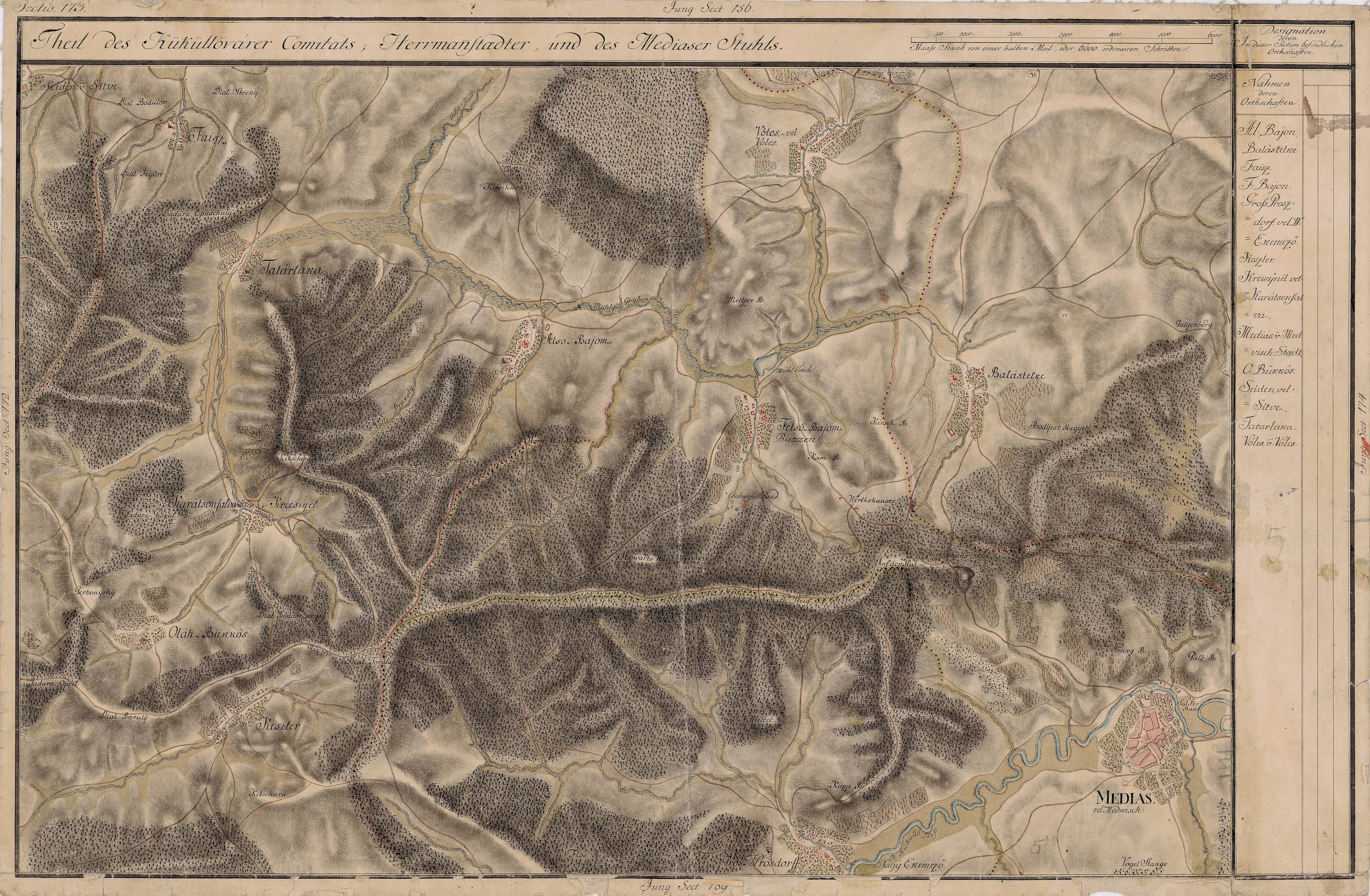
Jidvei pe Harta Iosefină a Transilvaniei, 1769-73
Semnele rutiere de la intrarea in localitate
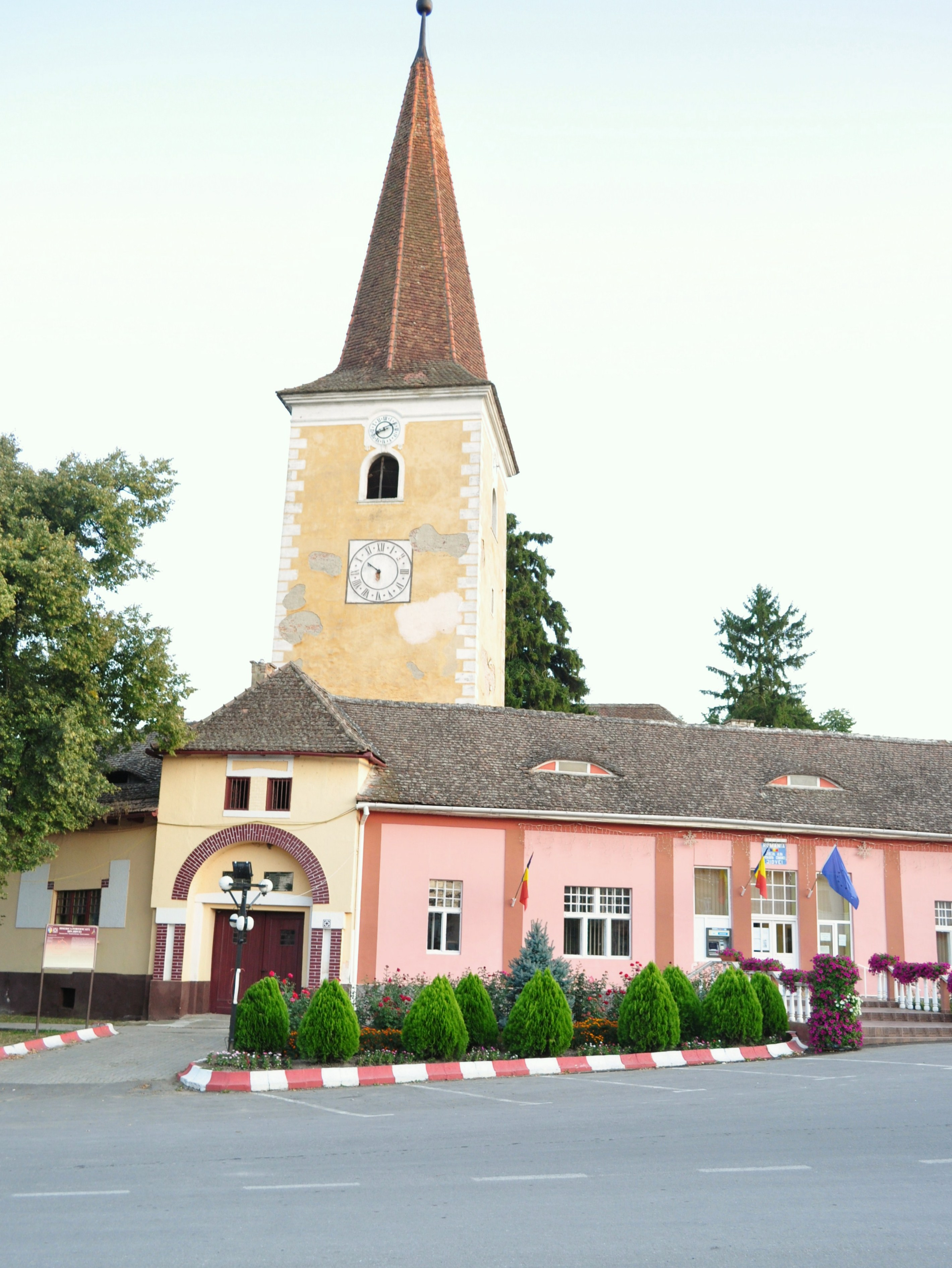
Turnul bisericii evanghelice și primăria
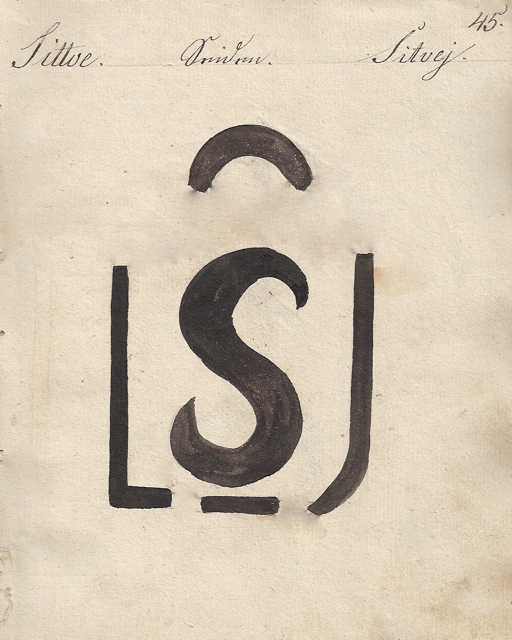
1826 - Danga pentru vitele din Seiden (Jidvei)

## Transporturi
Stație de cale ferată.
Mai multe linii de autobuz și microbuz fac legătura între Jidvei și Blaj, respectiv Alba Iulia.